# Mo Yan
Mo Yan (en chino, 莫言; pinyin, Mò Yán; nacido en Gaomi, Shandong, 17 de febrero de 1955), seudónimo de Guan Moye (en chino tradicional, 管謨業; en chino simplificado, 管谟业; pinyin, Guǎn Móyè), que significa "no hables", es un escritor chino, Premio Nobel de Literatura en 2012.

## Biografía
Mo Yan nació en febrero de 1955 en el seno de una familia de campesinos en la aldea de Ping'an, municipio de Gaomi, al noreste de la provincia de Shandong, en la República Popular China. Es el menor de cuatro hermanos, dos mayores y una hermana mayor. Su familia era de clase campesina media-alta. Mo tenía 11 años cuando se inició la Revolución Cultural, momento en el que abandonó la escuela para trabajar como agricultor. En otoño de 1973, empezó a trabajar en la fábrica de procesamiento de aceite de algodón. Durante este periodo, que coincidió con una sucesión de campañas políticas desde el Gran Salto Adelante hasta la Revolución Cultural, su acceso a la literatura se limitó en gran medida a novelas del Realismo socialista de Mao Zedong, centradas sobre todo en los temas de la lucha y el conflicto de clases.
Al término de la Revolución Cultural, en 1976, Mo se alistó en el Ejército Popular de Liberación (EPL), y comenzó a escribir mientras aún era soldado. Durante esta época posterior a la Revolución en la que surgió como escritor, tanto las obras líricas y épicas de la literatura china, como las traducciones de autores extranjeros como William Faulkner y Gabriel García Márquez, influirían en sus obras.
En 1984, recibió un premio literario de la revista PLA Magazine, y ese mismo año comenzó a asistir a la Escuela Superior de Arte del Ejército Popular de Liberación, donde adoptó por primera vez el seudónimo de Mo Yan. En 1984 publicó su primera novela, Un rábano transparente, y en 1986 publicó Sorgo rojo, que lanzó su carrera como novelista reconocido en todo el país. En 1991, se graduó en el programa conjunto de máster en literatura de la Lu Xun Escuela de Literatura y la Beijing Normal School. Escuela de Literatura y Universidad Normal de Pekín.

## Nombre artístico
«Mo Yan« - “no hables” en chino- es su seudónimo. Mo Yan ha explicado en alguna ocasión que el nombre proviene de una advertencia de su padre y su madre de que no dijera lo que pensaba mientras estuviera fuera, debido a la situación política revolucionaria de China a partir de la década de 1950, cuando él creció. También está relacionado con la temática de los escritos de Mo Yan, que reinterpretan la historia política y sexual china.
En una entrevista con el profesor David Wang, Mo Yan declaró que cambió su «nombre oficial» por el de Mo Yan porque no podía recibir derechos de autor con el seudónimo.

## Trayectoria
Mo Yan comenzó su carrera como escritor en el periodo de reforma y apertura, publicando decenas de relatos cortos y novelas en chino. Su primer cuento publicado fue «Falling Rain on a Spring Night», publicado en septiembre de 1981.
En 1986, se publicaron por entregas las cinco partes que formaban su primera novela, Sorgo Rojo (1987). Se trata de una novela no cronológica sobre las generaciones de una familia de Shandong entre 1923 y 1976. El autor aborda convulsiones de la historia china como la segunda guerra sino-japonesa, la Revolución Comunista de 1949 y la Revolución Cultural, pero de forma poco convencional; por ejemplo, desde el punto de vista de los soldados invasores japoneses.
Su segunda novela, The Garlic Ballads, se basa en una historia real de cuando los campesinos del municipio de Gaomi se amotinaron contra un gobierno que no les compraba sus cosechas. La República del Vino es una sátira sobre la gastronomía y el alcohol, que utiliza el canibalismo humano como metáfora de la autodestrucción china, siguiendo a Lu Xun. Pechos grandes y caderas anchas trata de los cuerpos femeninos, desde una abuela cuyos pechos son destrozados por las balas japonesas, hasta un festival en el que uno de los personajes infantiles, Shangguan Jintong, bendice a cada mujer de su pueblo acariciándole los pechos.  El libro fue polémico en China porque algunos críticos de la izquierda se opusieron a la imagen negativa de los soldados comunistas que se percibía en «Pechos grandes». 
Extremadamente prolífico, Mo Yan escribió La vida y la muerte me están agotando en sólo 42 días. Compuso los más de 500.000 caracteres que contenía el manuscrito original en papel chino tradicional utilizando únicamente tinta y un pincel para escribir. Prefiere escribir sus novelas a mano en lugar de hacerlo a máquina utilizando un pinyin porque este último método «limita el vocabulario». Life and Death Are Wearing Me Out es una metaficción sobre la historia de un terrateniente que se reencarna en la forma de varios animales durante el movimiento chino de reforma agraria. El terrateniente observa y satiriza la sociedad comunista, como cuando (como burro) obliga a dos mulas a compartir la comida con él, porque «[en] la era del comunismo ... lo mío es tuyo y lo tuyo es mío.»
Pow!, la primera obra de Mo Yan que se tradujo al inglés tras recibir el Premio Nobel, trata sobre un joven cuentista llamado Luo que era famoso en su pueblo por comer mucha carne.Su pueblo es tan carnívoro que es una obsesión que lleva a la corrupción. ¡Pow! cimentó su estilo de escritura como «realismo alucinatorio». Otra de sus obras, Rana, la última novela publicada de Yan, se centra en la causa y las consecuencias de la Política del hijo único de China. Ambientada en un pequeño pueblo rural chino llamado Gaomi, el narrador Renacuajo cuenta la historia de su tía Gugu, que una vez fue una heroína por traer una vida al mundo como comadrona, y ahora la quita como proveedora de abortos. Steven Moore del Washington Post escribió: «otra muestra del atractivo y atrevido enfoque de la ficción de Mo Yan. El comité del Nobel eligió sabiamente"

## Estilo
Las obras de Mo Yan son épicas, novelas históricas caracterizadas por el realismo alucinatorio y que contienen elementos de humor negro. Un tema importante en las obras de Mo Yan es la constancia de la codicia y la corrupción humanas, a pesar de la influencia de la ideología. Utilizando imágenes deslumbrantes, complejas y a menudo gráficamente violentas, ambienta muchas de sus historias cerca de su ciudad natal, el municipio de Gaomi Northeast, en la provincia de Shandong.
En las obras de Mo Yan también predomina el comentario social, y está muy influido por el realismo social de Lu Xun y el realismo mágico de Gabriel García Márquez.  Mo Yan afirma que se dio cuenta de que podía convertir a «[mi] familia, [la] gente con la que estoy familiarizado, los aldeanos» en sus personajes tras leer El ruido y la furia de William Faulkner. Satiriza el género del realismo socialista colocando a trabajadores y burócratas en situaciones absurdas. En cuanto a la literatura tradicional china, se inspira profundamente en la novela épica clásica basada en el folclore Margen de agua. Cita Viaje al Oeste y Sueño de la cámara roja como influencias formativas. El estilo de escritura de Mo Yan también se ha visto influido por las novelas de Las Seis Dinastías, Chuanqi, cuadernos de las dinastías Ming y Qing. y, sobre todo, por folk oral literature. Su creación combina todas estas inspiraciones en una de las voces más distintivas de la literatura universal.
La habilidad de Mo Yan para transmitir valores tradicionalistas dentro de su estilo de escritura de realismo mítico en La vieja pistola ha permitido comprender y ver la rápida modernización de China. Este relato corto de Mo Yan fue un ejemplo ejemplar del «movimiento Xungen» movimiento literario chino e influyó en muchos para volver a los valores tradicionales. Este movimiento retrataba el miedo a la pérdida de identidad cultural debido a la rápida modernización de China en la década de 1980. Mo Yan lee autores extranjeros traducidos y aboga firmemente por la lectura de literatura universal. En un discurso para inaugurar la Feria del Libro de Fráncfort de 2009, habló de la idea de Goethe de la «literatura mundial», afirmando que «la literatura puede superar las barreras que separan países y naciones».
La escritura de Mo Yan se caracteriza por la difuminación de las distinciones entre «pasado y presente, muertos y vivos, así como buenos y malos». Mo Yan aparece en sus novelas como un personaje semiautobiográfico que recuenta y modifica otras historias del autor. Sus personajes femeninos a menudo no respetan los roles de género tradicionales, como la madre de la familia Shangguan en Pechos grandes y caderas anchas, que, al no dar hijos a su marido, es adúltera y se queda embarazada, entre otros, de un misionero sueco y un soldado japonés. El poder masculino también se retrata de forma cínica en Pechos y caderas grandes, y sólo hay un héroe masculino en la novela.
Las obras maestras de Mo Yan han sido traducidas al inglés por el traductor Howard Goldblatt. Goldblatt ha transmitido eficazmente la cultura china al público objetivo utilizando una domesticación aumentada con extranjerización.
<-- Fue un ávido lector de Gabriel García Márquez, por quien se vio influido; también se inspiró en William Faulkner y León Tolstoi.
En 1981 publicó su primera novela, Lluvia en una noche de primavera. En 1984 ganó un premio en la revista militar y obtuvo un puesto para estudiar en la Escuela de Arte y Literatura del Ejército, lo que le permitió dedicar más tiempo a escribir. Se graduó en ese establecimiento educacional y después hizo una maestría en la Universidad Normal de Pekín.
El éxito le llegó con sus novelas El rábano transparente y, sobre todo, El sorgo rojo (1987). En 1996 publicó Grandes pechos amplias caderas, donde casi un siglo de historia de China es visto a través de los ojos de una mujer; el libro fue prohibido por las autoridades de Pekín.
En Occidente es conocido principalmente por la adaptación cinematográfica de una de sus novelas que, bajo el título de Sorgo rojo, rodó el director Zhang Yimou. 
Se le ha comparado en ocasiones con Franz Kafka y sus obras han sido traducidas a numerosos idiomas, incluido el español.
En una entrevista concedida en 2008, declaró que "quizá dentro de cien años un chino pueda ganar el Nobel". No obstante, su consagración mundial definitiva le llegó el 11 de octubre de 2012, al ser galardonado precisamente con el Premio Nobel de Literatura, que destacó la victoria de la literatura sobre la política.
Mo Yan ha publicado en mandarín numerosos relatos y novelas, de las que solo algunas han sido traducidas al español. Varias de sus novelas han sido llevadas al cine.-->

## Obras (selección)
- Sorgo rojo (1987), trad. indirecta: Ana Poljak (a partir de la traducción inglesa de Howard Goldblatt, 1992); El Aleph, Barcelona, 1992; ISBN 978-84-7669-173-1.
- Las baladas del ajo (1988), trd.: Carlos Ossés; Kailas, Madrid, 2008; ISBN 978-84-89624-42-9
- Trece pasos (1989), trd.: Juan José Ciruela Alférez, Kailas, Madrid, 2015; ISBN 978-84-16023-26-4
- La república del vino (1992), trd.: Cora Tiedra (a partir de la traducción inglesa de Howard Goldblatt, 2000); Kailas, Madrid, 2010; ISBN 978-84-89624-73-3
- El clan de los herbívoros (1993), trd.: Blas Piñero Martínez, Kailas, Madrid, 2018; ISBN 978-84-17248-11-6
- Grandes pechos, amplias caderas (1996); trd.: Mariano Peyrou; Kailas, Madrid, 2007; ISBN 978-84-89624-26-9
- Shifu, harías cualquier cosa por divertirte (1999), trd.: Cora Tiedra, Kailas, Madrid, 2011; ISBN 978-84-89624-81-8
- El manglar (1999), trad.: Blas Piñero Martínez, Kailas, Madrid, 2016; ISBN 978-84-16023-95-0
- El suplicio del aroma de sándalo (2001), trd.: Blas Piñero Martínez, Kailas, Madrid, 2014; ISBN  978-84-16023-01-1
- La vida y la muerte me están desgastando (2006), trd.: Carlos Ossés, Kailas, Madrid, 2009; ISBN 978-84-89624-61-0
- Rana (2011), trd. del chino: Yifan Li, Kailas, Madrid, 2011; ISBN 978-84-89624-84-9
- Cambios (2010), Seix Barral, Barcelona, 2012; ISBN 978-84-322-1484-4
- ¡Boom! (2013), trd.: Cora Tiedra, Kailas, Madrid, 2013; ISBN 978-84-896-2499-3

## Adaptaciones cinematográficas
- Sorgo rojo (1987) (dirigida por Zhang Yimou)
- Happy Times (2000) (dirigida por Zhang Yimou).
- Nuan (2003) (dirigida por Huo Jianqi)